# PACI

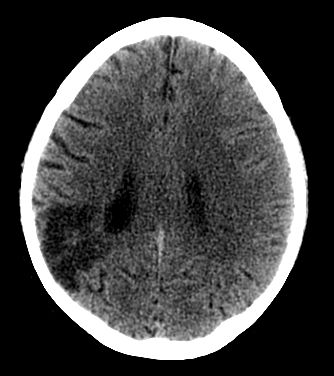
Zawał mózgu typu PACI w obrazie tomografii komputerowej głowy.

PACI (ang. partial anterior circulation infarct) – częściowy zawał mózgu obejmujący zakres unaczynienia tętnicy przedniej lub środkowej mózgu. Jest to rodzaj zawału mózgu związany z częściową niedrożnością jednej z tętnic krążenia przedniego mózgu (obejmującego tętnicę środkową i tętnicę przednią).
Symptomatyka PACI obejmuje:
- występowanie dwóch z następujących trzech objawów:
  - zaburzenia mowy lub zespół zaniedbywania połowiczego,
  - zaburzenia widzenia, np. o typie niedowidzenia połowiczego jednoimiennego,
  - deficyt ruchowy lub czuciowy,
- izolowane zaburzenia mowy lub zespół zaniedbywania połowiczego,
- częściowy deficyt ruchowy lub czuciowy.